# 13478 Fraunhofer
13478 Fraunhofer (1976 DB1) là một tiểu hành tinh vành đai chính bên trong được phát hiện ngày 27 tháng 2 năm 1976 bởi F. Borngen ở Tautenburg.